# Magdalena Sibylla z Saksonii-Weißenfels
Magdalena Sibylla (ur. 2 września 1648 w Halle, zm. 7 stycznia 1681 w Gocie) – księżniczka Saksonii-Weißenfels, od śmierci teścia – księcia Ernesta I Pobożnego (26 marca 1675) księżna Saksonii-Gotha-Altenburg. Pochodziła z rodu Wettynów.
Była najstarszą córką księcia Saksonii-Weißenfels Augusta i jego pierwszej żony księżnej Anny Marii Mecklenburg-Schwerin.
14 listopada 1669 w Halle poślubiła przyszłego księcia Saksonii-Gotha-Altenburg Fryderyka I. Para miała ośmioro dzieci:
- księżniczkę Annę Zofię (1670–1728), przyszłą księżnę Schwarzburg-Rudolstadt
- księżniczkę Magdalenę Sibyllę (1671–1673)
- księżniczkę Dorotę Marię (1674–1713), przyszłą księżnę Saksonii-Meiningen
- księżniczkę Fryderykę (1675–1709)
- Fryderyka II (1692–1744), kolejnego księcia Saksonii-Gothy-Altenburga
- księcia Jana Wilhelma (1677–1707)
- księżniczkę Elżbietę (1679–1680)
- księżniczkę Joannę (1680–1704), przyszłą księżnę Meklemburgii-Schwerin

Została pochowana na zamku Friedenstein w Gocie.